# Styxeule
Die Styxeule (Asio stygius), gelegentlich auch Styxohreule oder Dunkle Waldohreule genannt,  ist eine Art aus der Familie der Eigentlichen Eulen.
Sie kommt in den folgenden Unterarten in Zentral- und Südamerika sowie in Mexiko vor:
| Unterart          | Erstbeschreibung    | Verbreitung                                                                                 |
| ----------------- | ------------------- | ------------------------------------------------------------------------------------------- |
| A. s. lambi       | Moore, RT, 1937     | nordwestliches Mexiko                                                                       |
| A. s. robustus    | Kelso, L, 1934      | vom östlichen Mexiko bis Nicaragua                                                          |
| A. s. siguapa     | (d'Orbigny, 1839) a | Kuba und Isla de la Juventud                                                                |
| A. s. noctipetens | Riley, 1916         | Hispaniola und Île de la Gonâve                                                             |
| A. s. stygius     | (Wagler, 1832) a    | Kolumbien und Venezuela bis ins östliche Bolivien und das zentrale sowie südliche Brasilien |
| A. s. barberoi    | Bertoni, AW, 1930   | Paraguay und das nördliche Argentinien                                                      |

Anmerkungen

## Erscheinungsbild
Mit einer Körpergröße von 38 bis 46 Zentimetern ist sie eine mittelgroße bis verhältnismäßig große Vertreterin ihrer Gattung. Wie alle Ohreulen hat sie auffallende Federohren. Sie ist auf der Körperoberseite rußbraun mit einzelnen blassen Flecken und kurzen weißlichen Augenbrauen. Diese kontrastieren stark mit dem eher gräulichen Gesicht. Auf der Vorderbrust ist sie dicht dunkelbraun gesprenkelt. Die übrige Körperunterseite weist dunkle Längsstreifen sowie einige Querstreifen auf. Die Flügel sind verhältnismäßig lang, der Schwanz ist kurz. Die Augen sind gelblich.
Verwechslungsmöglichkeiten bestehen mit dem Virginia-Uhu, der aber deutlich größer ist, stärker ausgebildete Krallen hat und auf der Körperunterseite auffällig quergestreift ist. Die Waldohreule ist kleiner und hat einen eher rötlichbraunen Gesichtsschleier, der von einem dunklen und auffälligen Rand umgeben ist. Die Schreieule ist kleiner und hat dunkle Augen.

## Verbreitung und Lebensraum

Verbreitungsgebiet der Styxeule (grün)

Die Styxeule kommt vom Nordwesten Mexikos über Zentralamerika und die Karibik bis nach Südamerika vor. Dort tritt sie in Kolumbien und Ecuador sowie im Norden und Nordosten Argentiniens sowie im Südosten Brasiliens auf. Ihr Verbreitungsgebiet ist allerdings nicht zusammenhängend.
Die Styxeule ist ein Standvogel. Allerdings zeigen Jungeulen dieser Art eine deutliche Dispersionsbewegung. Ihr Lebensraum sind feuchte bis semiaride Wälder in Höhenlagen zwischen 600 und 3.000 Meter über NN.

## Lebensweise
Die Styxeule ist eine dämmerungs- und nachtaktive Eulenart. Sie übertagt im dichten Blattwerk von Bäumen, häufig zwischen Epiphyten und Lianen versteckt. Sehr häufig sitzt sie in der Nähe des Stammes. Ähnlich wie bei der Waldohreule richtet sie sich bei Störung stark auf und richtet ihre Federohren dann auch senkrecht auf. Bei Styxeulen, die sich nicht beunruhigt fühlen, sind die Federohren angelegt und fast nicht sichtbar.
Das Nahrungsspektrum umfasst kleine Säuger, darunter auch Fledermäuse. Vögel schlägt sie bis Taubengröße. Sie frisst außerdem andere kleine Wirbeltiere und Eidechsen. Die Fortpflanzungsbiologie ist dagegen nicht sehr gut erforscht. Sicher belegt ist jedoch, dass das Gelege in der Regel zwei Eier umfasst und dass nur das Weibchen brütet.

## Etymologie und Forschungsgeschichte
Die Erstbeschreibung der Styxeule erfolgte 1832 durch Johann Georg Wagler unter dem wissenschaftlichen Namen Nyctalops stygius. Das Typusexemplar befand sich im Naturalienkabinett von Auguste de Beauharnais (1810–1835) in Eichstätt. Als Verbreitungsgebiet gab er von Brasilien und fälschlicherweise das südliche Afrika an. 1760 führte Mathurin-Jacques Brisson die neue Gattung Asio ein. Dieser Begriff hat seinen Ursprung in lateinisch asio, asionis, axio, axionis ‚Eule mit Ohren‘. Der Artname stygius steht für lateinisch stygius ‚stygisch, schauerlich, höllisch‘. Dieses wiederum leitet sich von Styx, einem Fluss der Unterwelt, aus der griechischen Mythologie ab. Lambi ist Chester Converse Lamb (1882–1965) gewidmet, barberoi Andrés José Camilo Barbero Crosa (1877–1951). Robustus hat seinen Ursprung in lateinisch robustus, robur, roboris ‚kraftvoll, stark, robust, Hartholz‘, siguapa im kubanischen Namen für diese Eule und noctipetens in lateinisch nox, noctis ‚Nacht‘ und lateinisch petens, petentis, petere ‚angreifend, angreifen, attackieren‘. Alfred Laubmann hatte für sein Werk Die Vögel von Paraguay keinen Bag zur Verfügung. In der Literatur betrachtete er nur Bertonis Erstbeschreibung der Unterart A. s. barberoi aus Monte Sociedad, die vom Ungarn Félix Posner (1873–?1940) gesammelt wurde, als Nachweis für das Land Paraguay.